# Stefan Oosting
Stefan Oosting (1 april 1981) is een voormalig Nederlands professioneel zwemmer. Hij is gespecialiseerd in de vrije slag, die in 2004 zijn internationale seniorendebuut maakte bij de Europese kampioenschappen langebaan (50 meter) in Madrid. 
Daar maakte hij deel uit van de estafetteploeg op de 4x200 meter vrije slag, die bij het pre-olympische toernooi in de Spaanse hoofdstad uiteindelijk als vijfde eindigde. Zijn collega's in die race waren Klaas-Erik Zwering, Martijn Zuijdweg en Thomas Felten. Oosting komt uit voor het Nationaal Zweminstituut Eindhoven.